# 샤를 드 부르고뉴 (1414년)
샤를 드 부르고뉴(Charles de Bourgogne, 1414년 – 1464년 5월 25일)는 느베르 백작 필리프 2세와 본 다르투아의 아들이며, 느베르와 레텔 백작이다.
선량공 필리프의 사망 무렵에, 샤를은 필리프의 상속자이던 샤롤레 백작 샤를로부터 마술 연습을 벌였다는 혐의를 받았었다. 그는 프랑스로 망명을 떠났고 얼마 못 가 사망했다.
그는 1456년 6월 11일 샤를 2세 달브레의 딸 마리 달브레(Marie d'Albret)와 혼인을 했으나 둘 사이에 자식은 없었다. 그의 자리는 형제인 장이 계승했다.